# Croton thymelinus
Croton thymelinus är en törelväxtart som beskrevs av Henri Ernest Baillon. Croton thymelinus ingår i släktet Croton och familjen törelväxter. Inga underarter finns listade i Catalogue of Life.